# Erich von Manstein
Erich von Manstein (24 de novembre de 1887 – 11 de juny de 1973) fou un militar alemany. Va ser un dels comandants més prominents de les Forces Armades de l'Alemanya nazi (la Wehrmacht). Durant la Segona Guerra Mundial va assolir el rang de Mariscal de Camp (Generalfeldmarschall), i molts militars el consideren com un dels millors caps militars de la Wehrmacht.
Va ser l'iniciador i un dels responsables del pla d'invasió de França, alternativa que donà la victòria a l'anomenada batalla de França. També participà en les victòries de l'istme de Perekop, Kerch, Sebastòpol i Khàrkiv, però fracassà a les evacuacions de Stalingrad i de la bossa de Txerkassi. Al març de 1944, Hitler el retirà donades les seves diferències estratègiques.
Va ser jutjat a l'estat d'Hamburg el 1949 per crims de guerra, i condemnat per "negligència en la protecció de vides civils". Va ser rebre una sentència de 18 anys, que fou reduïda a 12, i finalment només en complí 4. Després de deixar la presó el 1953, va ser conseller militar del Govern de la República Federal Alemanya.

## Primers anys
Manstein va néixer Fritz Erich Georg Eduard von Lewinski a Berlín, el desè fill d'un aristòcrata prussià i general d'artilleria, Eduard von Lewinski (1829–1906) i Helene von Sperling (1847–1910). La família del seu pare tenia ascendència caxubia i tenia dret a utilitzar l'escut de Brochwicz (Brochwicz III). Hedwig von Sperling (1852–1925), la germana petita d'Helene, estava casada amb el tinent general Georg von Manstein (1844–1913); la parella no va poder tenir fills, així que van adoptar Erich. Abans havien adoptat la cosina d'Erich, Martha, filla del germà difunt d'Helene i d'Eduviga.
Els pares biològics i adoptius de Manstein eren generals prussians, igual que el germà de la seva mare i els seus avis (el seu avi patern, Albrecht Gustav von Manstein, havia dirigit un cos a la guerra francoprussiana de 1870–71, i l'avi matern, Oskar von Sperling, era el cap d'estat major del Primer Exèrcit). Setze familiars a cada costat de la seva família eren oficials militars, molts dels quals van arribar al grau de general. Paul von Hindenburg, futur generalfeldmarschall i president d'Alemanya, era el seu oncle; L'esposa d'Hindenburg, Gertrud, era germana d'Edwig i Helene.
Manstein va assistir a l'Imperial Lyzeum, un Gymnasium catòlic a Estrasburg, de 1894 a 1899. Després va entrar al cos de cadets. Com a cadet, es va informar que Manstein era intel·ligent i capaç. El març de 1906, després de sis anys al cos de cadets a Plön i Groß-Lichterfelde, va ser destinat al Tercer Regiment de Guàrdies de Peu (Garde zu Fuß ) com a tinent de segona. Va ser ascendit a tinent el gener de 1907 i l'octubre de 1913 va començar el programa de formació d'oficials de tres anys a l'Acadèmia de Guerra de Prússia. Tanmateix, Manstein només va completar el primer any del programa, ja que quan va començar la Primera Guerra Mundial l'agost de 1914 es va ordenar que tots els estudiants de l'acadèmia es presentessin al servei actiu. Mai va completar la resta de la seva formació d'oficial d'estat major.

## Carrera militar inicial

### Primera Guerra Mundial
Durant la Primera Guerra Mundial, Manstein va servir tant als fronts occidental com oriental alemanys. A l'inici de la guerra, va ser ascendit a tinent i va participar en la invasió de Bèlgica amb el 2n Regiment d'Infanteria de Reserva de la Guàrdia. A l'agost de 1914, va participar en la presa de Namur, lloc d'una ciutadella massiva envoltada de forts perifèrics. Al setembre, la unitat de Manstein va ser una de les dues transferides a la Prússia Oriental i adscrita al Vuitè Exèrcit, comandat per Hindenburg. Després de veure l'acció a la primera batalla dels Llacs Masurians, la seva unitat aviat va ser reassignada al Novè Exèrcit, que estava en procés d'avançar des de l'Alta Silèsia fins a Varsòvia. Excessat, el Novè Exèrcit es va veure obligat a retirar-se davant un contraatac rus, i el 16 de novembre, Manstein va ser ferit durant la retirada quan es trobava entre un destacament que va assaltar un atrinxerament rus. Li van disparar a l'espatlla esquerra i al genoll esquerre; una bala li va colpejar el nervi ciàtic, fent que la cama quedés adormida. La recuperació va durar sis mesos a l'hospital de Beuthen i Wiesbaden.
Després d'un període d'excedència a casa, el 17 de juny de 1915, Manstein va ser reassignat com a oficial d'estat major adjunt d'operacions al Desè Exèrcit, comandat per Max von Gallwitz. Aviat ascendit a capità, va aprendre de primera mà com planificar i dur a terme operacions ofensives mentre el Desè Exèrcit va dur a terme atacs amb èxit a Polònia, Lituània, Montenegro i Albània. Durant les operacions ofensives a Verdun a principis de 1916, Manstein estava estacionat amb Gallwitz i el seu personal en una nova seu prop de l'acció. A continuació, va servir com a oficial de subministrament d'estat major sota el comandament del general Fritz von Below i cap d'estat major de Fritz von Lossberg en un lloc de comandament prop del riu Somme; la zona va ser escenari de diverses batalles al llarg de la guerra. Les operacions britàniques i franceses de juliol a novembre de 1916 van forçar una retirada alemanya durant l'hivern cap a la línia Hindenburg, una sèrie de posicions defensives entre Verdun i Lens. Manstein va continuar servint sota les ordres de Below fins a l'octubre de 1917, quan va ser transferit com a cap d'estat major a la  4a Divisió de Cavalleria, servint a Riga durant l'ocupació alemanya de la zona. Com a conseqüència de la signatura del Tractat de Brest-Litovsk el març de 1918, la unitat de Manstein ja no era necessària al front oriental; va ser reassignat a la 213a divisió d'infanteria prop de Reims. L'exèrcit imperial alemany va veure alguns èxits menors a la zona, però començava a perdre la guerra. L'armistici es va signar l'11 de novembre de 1918.

### Època d'entreguerres
Manstein es va casar amb Jutta Sibylle von Loesch, filla d'un terratinent de Silèsia, l'any 1920. Va proposar matrimoni després d'haver-la conegut només tres dies. Va morir el 1966. Van tenir tres fills: una filla, Gisela (nascut el 1921) i dos fills, Gero (nascut el 1922) i Rüdiger (nascut el 1929). Gero va morir al camp de batalla al sector nord del front oriental el 29 d'octubre de 1942 mentre servia com a tinent a la Wehrmacht. Gisela estava casada amb el major Edel-Heinrich Zachariae-Lingenthal, un oficial molt condecorat que comandà el II. Panzer-Regiment 15 durant la Segona Guerra Mundial.
Manstein va romandre a les forces armades després d'acabar la guerra. El 1918 es va oferir voluntari per a una posició d'estat major a la Força de Defensa de la Frontera a Breslau i hi va servir fins al 1919. Com a part del Gruppenkommando II, va participar en la reestructuració de l'exèrcit imperial alemany de 500.000 homes al Reichswehr, l'exèrcit de la República de Weimar (restringit a 100.000 homes pel Tractat de Versalles). Reconegut des de jove com un comandant talentós i intel·ligent, Manstein va ser escollit com un dels 4.000 oficials permesos pel tractat. El 1921 va ser nomenat comandant de la companyia de la sisena companyia del 5è Regiment d'Infanteria Prussiana i després va servir com a oficial d'estat major del Wehrkreiskommando II i IV, ensenyant història i tàctica militar fins al 1927. Aquell any va ser ascendit a major i va servir amb l'estat major general del Ministeri de la Reichswehr a Berlín, visitant altres països per conèixer les seves instal·lacions militars i ajudant a redactar plans de mobilització per a l'exèrcit. Ascendit a tinent coronel, va rebre el comandament del batalló d'infanteria lleugera del 4t Regiment d'Infanteria, servint amb aquesta unitat fins al 1934. El 1933 el Partit Nazi va prendre el poder a Alemanya, posant fi al període de Weimar. En violació del tractat de Versalles, el Reichswehr s'havia rearmat en secret des de la dècada de 1920; el nou govern va renunciar formalment al Tractat i va procedir amb el rearmament a gran escala i l'expansió de l'exèrcit.
Manstein va ser traslladat de nou a Berlín com a coronel ple el febrer de 1934, servint com a cap d'estat major del Wehrkreiskommando III. L'1 de juliol de 1935 va ser nomenat Cap de la Branca d'Operacions de l'Estat Major de l'Exèrcit (Generalstab des Heeres ), part de l'Alt Comandament de l'Exèrcit (Oberkommando des Heeres - OKH). Durant el seu mandat allà, Manstein va ser una de les persones responsables del desenvolupament de Fall Rot (Cas Vermell), un pla defensiu per protegir Alemanya dels atacs de França. Durant aquest període Manstein va entrar en contacte amb Heinz Guderian i Oswald Lutz, que van defensar canvis dràstics en la guerra, destacant el paper del Panzer. No obstant això, oficials com Ludwig Beck , cap de l'estat major de l'exèrcit, estaven en contra de canvis tan dràstics i, per tant, Manstein va proposar una alternativa: el desenvolupament de Sturmgeschütze (StuG), canons d'assalt autopropulsats que proporcionarien un suport pesat de foc directe a la infanteria. A la Segona Guerra Mundial, els vehicles StuG resultants van demostrar estar entre les armes alemanyes més exitoses i rendibles.
Va ser ascendit a generalmajor l'octubre de 1936, convertint-se en el cap d'estat major adjunt (Oberquartiermeister I) del general Beck. El 4 de febrer de 1938, Manstein va ser transferit al comandament de la  18a Divisió d'Infanteria a Liegnitz, Silèsia, amb el rang de Generalleutnant. El trasllat va significar que Manstein no va rebre el càrrec de Beck com a cap de l'estat major de l'exèrcit aquell agost (Beck havia dimitit, malgrat les instàncies de Manstein de no fer-ho, ja que considerava que la invasió prevista de Hitler a Txecoslovàquia aquell octubre seria prematura). El càrrec va ser donat al general Franz Halder, que havia ocupat l'antic càrrec de Manstein com a cap d'estat major adjunt. L'incident va crear un odi durador entre els dos homes. El 20 d'abril de 1939, Manstein va pronunciar un discurs en la celebració del 50è aniversari de Hitler, en el qual lloava a Hitler com a líder enviat per Déu per salvar Alemanya. Va advertir al "món hostil" que si continuava erigint "muralles al voltant d'Alemanya per bloquejar el camí del poble alemany cap al seu futur", aleshores estaria molt feliç de veure el món submergit en una altra guerra mundial.L'historiador israelià Omer Bartov assenyala que l'ascens d'oficials com Manstein va formar part d'una tendència dels oficials tecnòcrates, generalment nazis ardents, a sortir al primer pla; la seva opinió és que la Wehrmacht estava plenament integrada a l'Alemanya nazi, no una organització apolítica independent del règim nazi.

## Segona Guerra Mundial

### Invasió de Polònia
El 18 d'agost de 1939, en preparació per a Fall Weiss (Cas Blanc), la invasió alemanya de Polònia , Manstein va ser nomenat cap d'estat major del Grup d'Exèrcits Sud de Gerd von Rundstedt. Aquí va treballar juntament amb el cap d'operacions de Rundstedt, el coronel Günther Blumentritt, per desenvolupar el pla operatiu. Rundstedt va acceptar el pla de Manstein que demanava la concentració de la majoria de les unitats blindades del grup d'exèrcits en el 10è Exèrcit de Walter von Reichenau, amb l'objectiu d'un avenç decisiu que conduís a l'encerclament de les forces poloneses a l'oest del riu Vístula. Segons el pla de Manstein, altres dos exèrcits que comprenien el Grup d'Exèrcits Sud, el 14è Exèrcit de Wilhelm List i el 8è Exèrcit de Johannes Blaskowitz, donarien suport de flanc a l'empenta blindada de Reichenau cap a Varsòvia, la capital polonesa. En privat, Manstein es va mostrar tebi sobre la campanya polonesa, pensant que seria millor mantenir Polònia com a amortidor entre Alemanya i la Unió Soviètica. També es preocupava per un atac aliat des de l'oest una vegada que la campanya polonesa estigués en marxa, que portaria Alemanya a una guerra de dos fronts.
Manstein va participar en una conferència el 22 d'agost de 1939 on Hitler va subratllar als seus comandants la necessitat de la destrucció física de Polònia com a nació. Després de la guerra, afirmaria a les seves memòries que no reconeixia en el moment d'aquesta reunió que Hitler anava a dur a terme una política d'extermini contra els polonesos. Va ser conscient de la política més tard, ja que ell i altres generals de la Wehrmacht van rebre informes sobre les activitats dels Einsatzgruppen, els esquadrons de la mort de les SS encarregats de seguir l'exèrcit a Polònia per assassinar intel·lectuals i altres civils. Aquests esquadrons també van ser assignats per reunir jueus i altres per traslladar-los a guetos i camps de concentració nazis. Manstein s'enfrontaria més tard a tres càrrecs de crims de guerra relacionats amb morts de civils i jueus als sectors sota el seu control, i maltractaments i morts de presoners de guerra.
Llançada l'1 de setembre de 1939, la invasió va començar amb èxit. A l'àrea de responsabilitat del Grup d'Exèrcits Sud sota Rundstedt, els exèrcits 8è, 10è i 14è van perseguir els polonesos en retirada. El pla inicial era que el 8è Exèrcit, el més al nord dels tres, avançava cap a Łódź. El 10è Exèrcit, amb les seves divisions motoritzades, s'havia de moure ràpidament cap al Vístula, i el 14è Exèrcit havia d'avançar i intentar encerclar les tropes poloneses a la zona de Cracòvia. Aquestes accions van provocar l'encerclament i la derrota de les forces poloneses a l'àrea de Radom del 8 al 14 de setembre per sis cossos alemanys. Mentrestant, el Vuitè Exèrcit alemany estava sota atac des del nord, de manera que els elements del Quart, Vuitè i Desè Exèrcits es van tornar a desplegar ràpidament amb suport aeri en un intent improvisat de tallar qualsevol evasió polonesa cap a Varsòvia. La flexibilitat i l'agilitat de les forces alemanyes van portar a la derrota de nou divisions d'infanteria poloneses i altres unitats en la batalla de Bzura (8-19 de setembre), el major compromís de la guerra fins ara. La conquesta de Polònia va acabar ràpidament, amb la rendició de les últimes unitats militars poloneses el 6 d'octubre.

### L'ofensiva a Occident

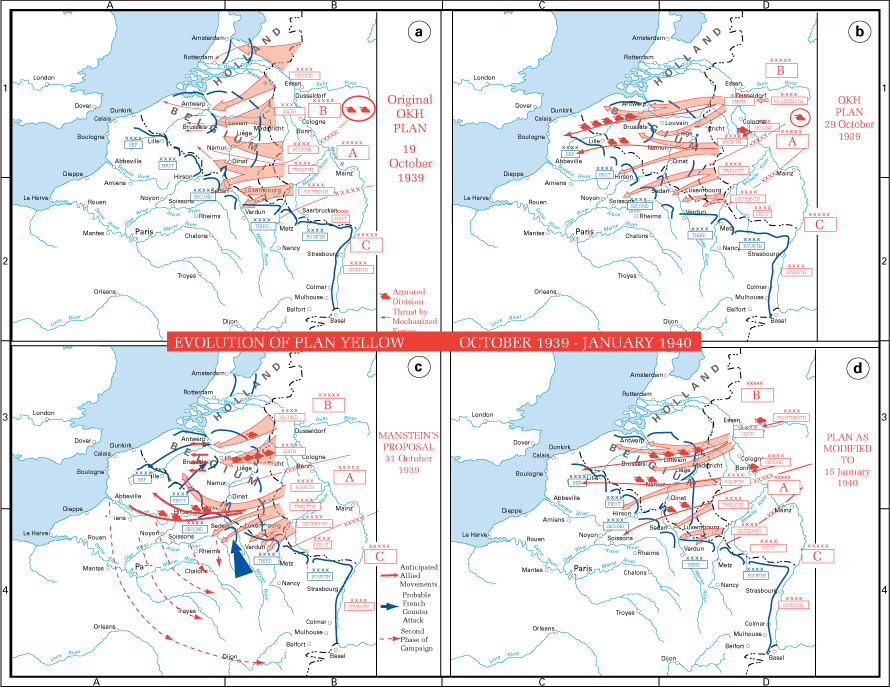
L'evolució dels plans alemanys per Fall Gelb, la invasió dels Països Baixos. La sèrie comença a la cantonada superior esquerra.

Fall Gelb ("cas groc"), el pla inicial per a la invasió de França, va ser preparat pel comandant en cap de l'exèrcit Generaloberst Walther von Brauchitsch, Halder i altres membres de l'OKH a principis d'octubre de 1939. Igual que el Pla Schlieffen de la Primera Guerra Mundial, va demanar un atac d'encerclament a través dels Països Baixos i Bèlgica. Hitler no estava satisfet, així que les revisions del pla van continuar durant tot l'octubre. Manstein tampoc estava satisfet amb el pla, ja que se centrava molt en l'ala nord; va sentir que un atac des d'aquesta direcció no tindria l'element sorpresa i exposaria les forces alemanyes a contraatacs des del sud. El terreny a Bèlgica no era gaire adequat com a base d'operacions per a nous atacs a França, de manera que Manstein va pensar que l'operació no aconseguiria acabar amb l'enemic, com va fer a la Primera Guerra Mundial, que només portaria a un èxit parcial i una guerra de trinxeres. A finals d'octubre, Manstein havia preparat l'esquema d'un pla diferent i el va presentar a l'OKH a través del seu superior, Rundstedt, per a qui ara servia com a cap d'estat major del Grup d'Exèrcits A.
El pla de Manstein, desenvolupat amb la cooperació informal d'Heinz Guderian, va suggerir que les divisions Panzer atacaven a través dels turons boscosos de la regió de les Ardenes on ningú no els esperaria, després establissin caps de pont al Mosa i conduïssin ràpidament cap al Canal de la Mànega. El Heer tallaria així els exèrcits francesos i aliats a Bèlgica i Flandes. Aquesta part del pla es va conèixer més tard com el Sichelschnitt ("tall de falç"). La proposta de Manstein també incloïa una segona empenta que flanquejava la Línia Maginot, que permetria a la Wehrmacht forçar qualsevol línia defensiva futura molt més al sud.
L'OKH va rebutjar originalment la proposta; Halder en particular va dir que el pla no tenia cap mèrit. No obstant això, l'11 de novembre, Hitler va ordenar la reassignació de les forces necessàries per fer una empenta sorpresa a Sedan, impulsant així el pla en la direcció que Manstein havia suggerit. Quan els documents que descriuen detalls de Fall Gelb van caure en mans dels belgues el 10 de gener de 1940, Hitler es va tornar encara més receptiu al canvi. Però els superiors de Manstein, els generals Halder i Brauchitsch, estaven ressentits de la insistència reiterada de Manstein perquè el seu pla fos implementat en lloc del seu. Halder va fer treure Manstein del quarter general de Rundstedt i enviar-lo a Stettin per comandar el XXXVIII Cos d'Exèrcit el 27 de gener. Hitler, encara buscant un pla més agressiu, va aprovar una versió modificada de les idees de Manstein, avui coneguda com el Pla Manstein, després de reunir-se amb ell el 17 de febrer. Manstein i el seu cos van tenir un paper menor durant les operacions a França, servint sota el 4t Exèrcit de Günther von Kluge. El seu cos va ajudar a aconseguir el primer avenç a l'est d'Amiens durant Fall Rot (la segona fase del pla d'invasió), i va ser el primer a arribar i travessar el riu Sena. La invasió de França va ser un èxit militar destacat; Manstein va ser ascendit a general i va rebre la Creu de Cavaller de la Creu de Ferro.

### Batalla d'Anglaterra
Manstein va ser un defensor de la possible invasió alemanya de Gran Bretanya, anomenada Operació Lleó Marí. Va considerar l'operació arriscada però necessària. Els primers estudis de diversos oficials d'estat major van determinar que la superioritat aèria era un requisit previ per a la invasió planificada. El seu cos havia de ser enviat a través del Canal de la Mànega des de Boulogne fins a Bexhill com una de les quatre unitats assignades a la primera onada. Però com que la Luftwaffe no va poder vèncer la Royal Air Force durant la batalla d'Anglaterra, l'operació Seelöwe es va ajornar indefinidament el 12 d'octubre. La resta de l'any, Manstein, amb poc a fer, va passar temps a París i a casa.

### Invasió de la Unió Soviètica

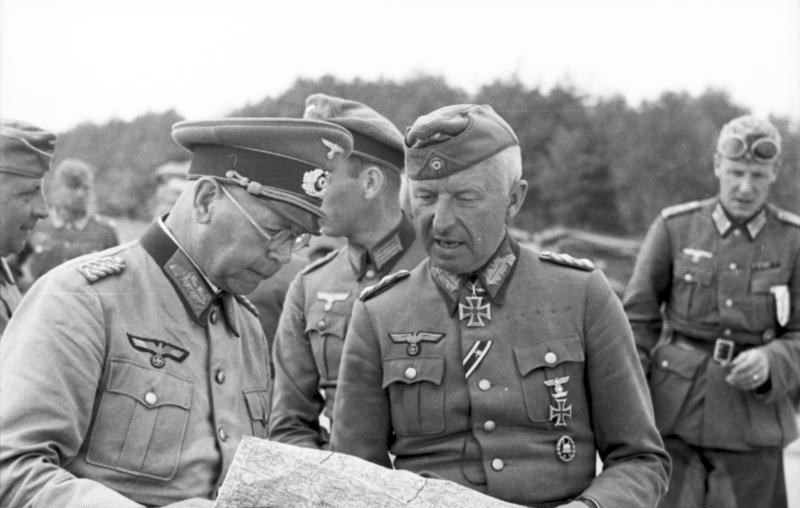
Manstein amb el general der Panzertruppe Erich Brandenberger, un dels seus comandants de divisions, el juny de 1941

El juliol de 1940 l'Alt Comandament alemany va començar a planificar l'Operació Barbarroja, la invasió de la Unió Soviètica. El 15 de març de 1941, Manstein va ser nomenat comandant del LVI Panzerkorps; va ser un dels 250 comandants que van rebre informació per a la propera gran ofensiva, primer va veure els plans detallats de l'ofensiva al maig. El seu cos va formar part del Quart Grup Panzer sota el comandament del general Erich Hoepner al Grup d' Exèrcits Nord de Wilhelm Ritter von Leeb. El Grup d'Exèrcits va tenir la missió de travessar els Estats Bàltics i després avançar cap a Leningrad. Manstein va arribar al front només sis dies abans del llançament de l'ofensiva. L'operació Barbarroja va començar el 22 de juny de 1941 amb un atac alemany massiu al llarg de tota la línia del front. El cos de Manstein havia d'avançar amb el XLI Panzerkoprs de Georg-Hans Reinhardt fins al riu Dvina per assegurar els ponts prop de la ciutat de Daugavpils. Les forces soviètiques van fer una sèrie de contraatacs, però aquests van ser dirigits contra el cos de Reinhardt, donant lloc a la batalla de Raseiniai. El cos de Manstein va avançar ràpidament, arribant al riu Dvina, a 315 quilòmetres de distància, en només 100 hores. Excedit i molt per davant de la resta del grup de l'exèrcit, va defensar una sèrie de decidits contraatacs soviètics. Després que el cos de Reinhardt es tanqués, els dos cossos es van encarregar d'encerclar les formacions soviètiques al voltant de Luga en un moviment de pinça.

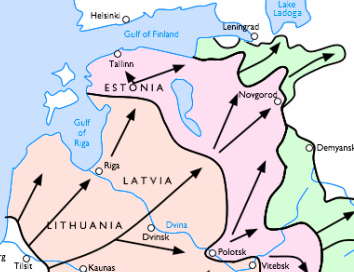
Progrés del Grup d'Exèrcits Nord, juny a desembre de 1941

Una vegada més, havent penetrat profundament a les línies soviètiques amb els flancs desprotegits, el seu cos va ser l'objectiu d'una contraofensiva soviètica des del 15 de juliol a Soltsy per l'11è Exèrcit soviètic, comandat per Nikolai Vatutin. La 8a Divisió Panzer de Manstein va ser tallada. Tot i que va poder lluitar lliurement, va ser molt malmesa i l'Exèrcit Roig va aconseguir aturar l'avanç de Manstein a Luga. El cos es va reagrupar a Dno. El 8è Panzer va ser enviat amb funcions antipartidistas i Manstein va rebre la 4a Divisió Polizei de les SS. L'atac a Luga es va retardar repetidament.
L'assalt a Luga encara estava en marxa quan Manstein va rebre ordres el 10 d'agost que la seva següent tasca seria començar l'avanç cap a Leningrad. Tan bon punt es va traslladar al seu nou quarter general al llac Samro, se li va dir que enviés els seus homes cap a Staraya Russa per rellevar el X Cos, que estava en perill de ser encerclat. El 12 d'agost, l'Exèrcit Roig havia llançat una ofensiva amb els exèrcits 11 i 34 contra el Grup d'Exèrcits Nord, tallant tres divisions. Frustrat amb la pèrdua de la 8è Panzer i l'oportunitat perduda d'avançar a Leningrad, Manstein va tornar a Dno. La seva contraofensiva va provocar una gran derrota soviètica quan la seva unitat va encerclar cinc divisions soviètiques, rebent suport aeri per primera vegada en aquest front. Van capturar 12.000 presoners i 141 tancs. El seu oponent, el general Kuzma M. Katxanov del 34è Exèrcit, va ser posteriorment processat i executat per la derrota. Manstein va intentar aconseguir dies de descans per als seus homes, que des de l'inici de la campanya havien estat lluitant constantment en terrenys pobres i amb un temps cada cop més desfavorable, però sense èxit. Se'ls va ordenar avançar cap a l'est a Demiansk. El 12 de setembre, quan es trobava a prop de la ciutat, se li va informar que prendria el control de l' 11è Exèrcit del Grup d'Exèrcits Sud a Ucraïna.

### Crimea i la batalla de Sebastòpol

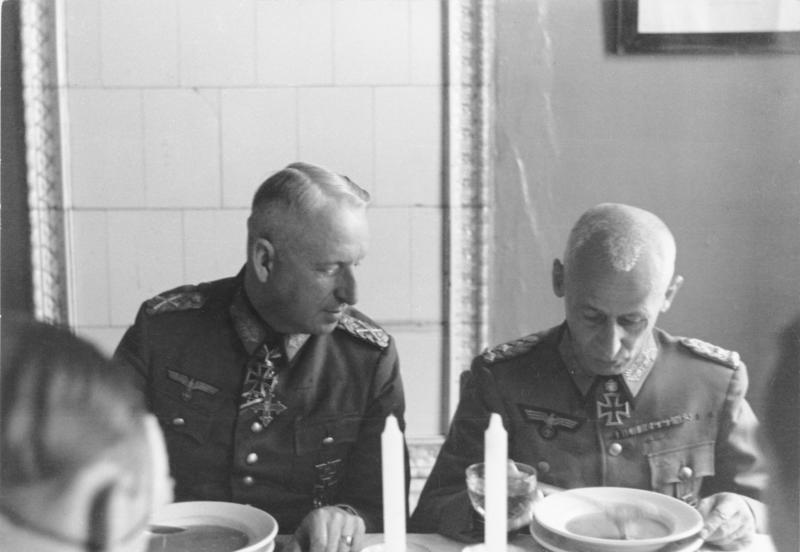
Manstein amb el generaloberst Hermann Hoth, comandant del 4t Exèrcit Panzer, 1942

El setembre de 1941, Manstein va ser nomenat comandant de l'11è Exèrcit després que el seu comandant anterior, el coronel general Eugen Ritter von Schobert, morís quan el seu avió va aterrar en un camp de mines soviètic. L'11è Exèrcit va tenir l'encàrrec d'envair la península de Crimea, capturar Sebastòpol i perseguir les forces enemigues al flanc del Grup d'Exèrcits Sud durant el seu avanç a la Unió Soviètica. Hitler tenia com a objectiu evitar que l'Exèrcit Roig utilitzés bases aèries a Crimea i tallar el subministrament soviètic de petroli del Caucas.
Les forces de Manstein, la majoria d'infanteria, van aconseguir un ràpid avanç durant els primers dies contra la forta resistència soviètica. Després d' haver pres la major part del coll de l'istme de Perekop, les seves forces es van reduir substancialment, deixant sis divisions alemanyes i el Tercer Exèrcit romanès. La resta de l'istme de Perekop va ser capturat lentament i amb certa dificultat; Manstein es va queixar de la manca de suport aeri per disputar la superioritat aèria soviètica a la regió. A continuació, va formar una unitat mòbil de reconeixement per pressionar la península, tallant la carretera entre Simferòpol i Sebastòpol el 31 d'octubre de 1941. Les forces de l'Eix van capturar Simferòpol l'endemà. L'11è Exèrcit havia capturat tota la península de Crimea, excepte Sebastòpol, el 16 de novembre. Mentrestant, l'Exèrcit Roig havia evacuat 300.000 persones fora de la ciutat per mar.

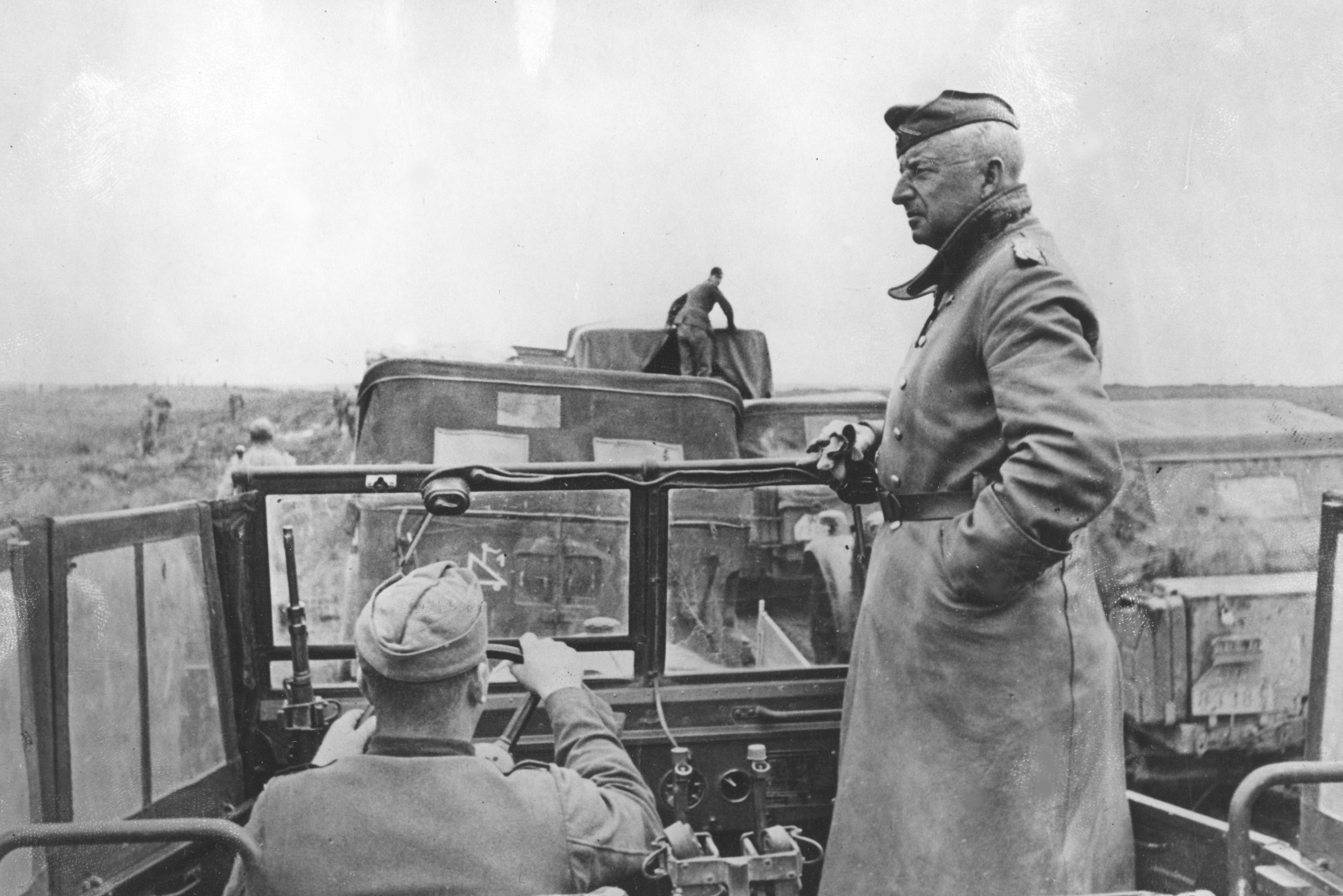
Manstein al front de Kerch, maig de 1942

El primer atac de Manstein a Sebastòpol al novembre va fracassar, i amb forces insuficients per a un assalt immediat, va ordenar una inversió de la ciutat fortament fortificada. El 17 de desembre de 1941 va llançar una altra ofensiva, que també va fracassar. El 26 de desembre les tropes soviètiques van desembarcar a l'estret de Kertx per recuperar Kertx i la seva península, i el 30 de desembre de 1941 van executar un altre desembarcament prop de Feodosiya. Només una retirada precipitada de la península de Kerch, en contravenció de les ordres de Manstein, per part de la 46a Divisió d'Infanteria sota el comandament del general Hans Graf von Sponeck, va impedir un col·lapse de l'Eix a la part oriental de Crimea; la divisió va perdre la major part del seu equipament pesat. Manstein va cancel·lar una represa planificada de l'atac i va enviar la majoria de les seves forces cap a l'est per destruir el cap de pont soviètic. Les forces soviètiques estaven en una posició superior pel que fa als homes i el material, ja que podien reabastir-se per mar; en conseqüència, Stalin els va empènyer a dur a terme noves ofensives. No obstant això, les tropes soviètiques no van poder capturar els punts crítics d'accés ferroviari i viari que haurien tallat les línies de subministrament alemanyes.

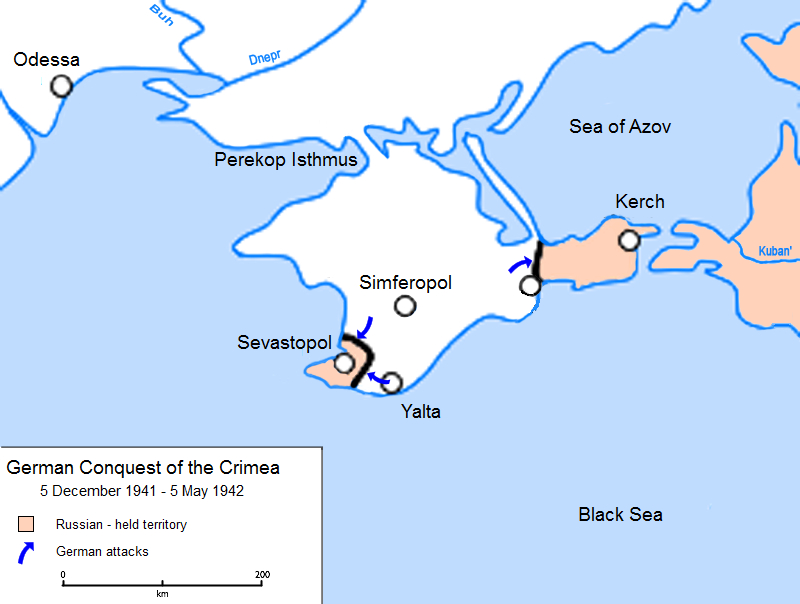
El mapa mostra el progrés a partir del 5 de maig de 1942

Per a la batalla de la península de Kertx, llançada el 8 de maig de 1942, Hitler finalment va assignar a Manstein un suport aeri important. L'11è Exèrcit estava superat en nombre a terra, de manera que Manstein els va fer fingir un atac al nord mentre la major part de la força atacava al sud. Les tropes soviètiques van fugir aviat. Manstein va registrar a les seves memòries la captura de "170.000 presoners, 1.133 canons i 258 tancs". Kertx va ser capturat el 16 de maig. La Wehrmacht només va perdre 8.000 homes.
Després d'un mes de retard, Manstein va tornar la seva atenció a la captura de Sebastòpol, una batalla en què Alemanya va utilitzar algunes de les armes més grans mai construïdes. Juntament amb un gran nombre de peces d'artilleria regulars, es van portar morters Karl-Gerät superpesants de 600 mm (24 polzades) i el canó ferroviari "Dora" de 800 mm (31 polzades) per a l'assalt. Un furiós bombardeig va començar el matí del 2 de juny de 1942. Tots els recursos de la Luftflotte 4 de la Luftwaffe, comandada per Wolfram von Richthofen, es van comprometre; el bombardeig va continuar durant cinc dies abans que comencés l'assalt terrestre.

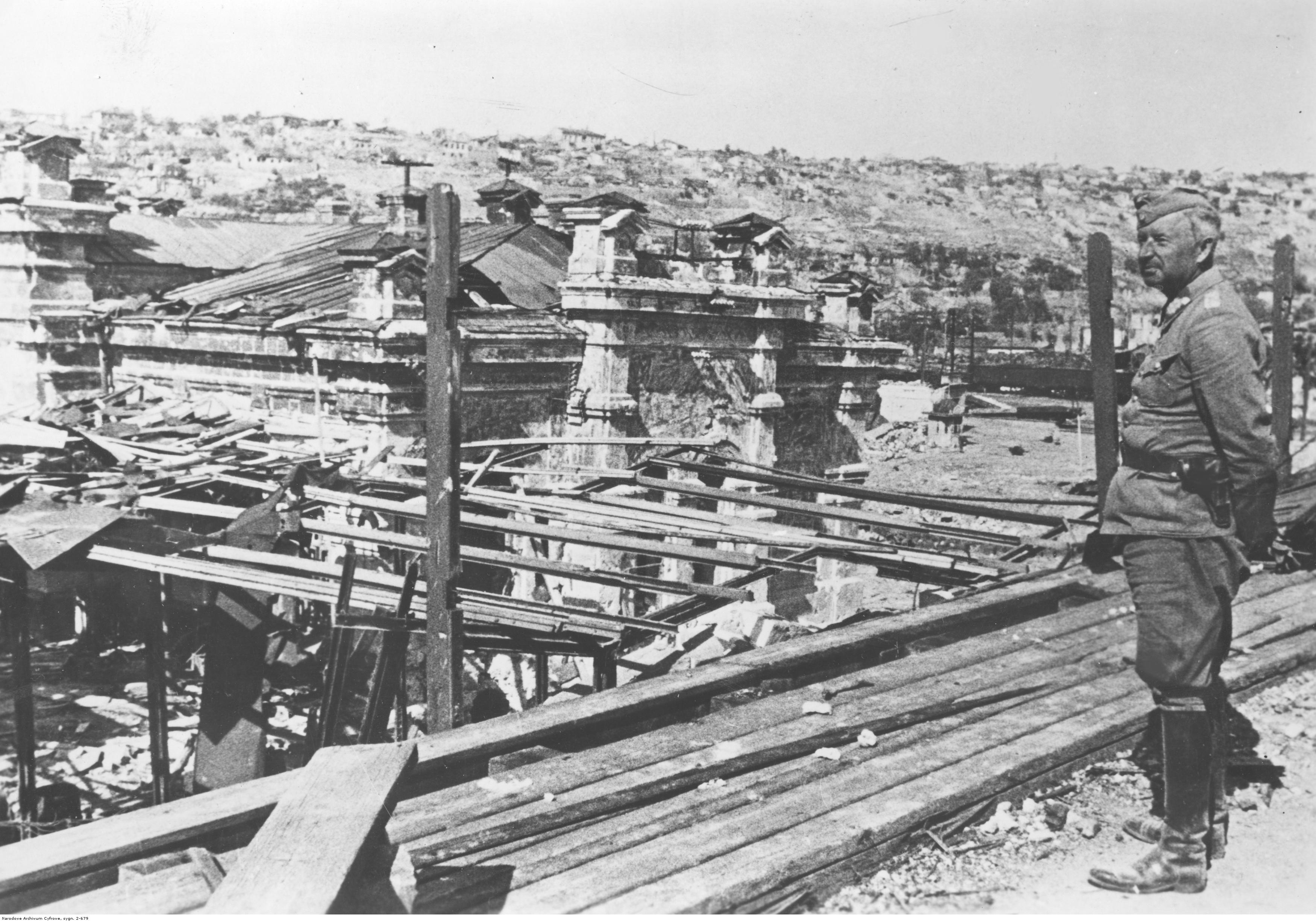
Manstein observant les ruïnes de Sebastòpol, juliol de 1942

L'11è Exèrcit va guanyar terreny a mitjans de juny, centrant la seva atenció en els acostaments del nord de la ciutat. Les baixes van ser altes a banda i banda a mesura que avançava el mes. Conscient de la necessitat d'actuar abans que l'ofensiva alemanya de 1942 reduís la disponibilitat de reforços i subministraments, Manstein va ordenar un atac sorpresa a través de la badia de Severnàia amb desembarcaments amfibis el 29 de juny de 1942. L'operació va ser un èxit; la resistència soviètica es va enfonsar. L'1 de juliol de 1942 les forces alemanyes van entrar a la ciutat mentre les forces soviètiques realitzaven una evacuació desorganitzada, i Hitler va promoure Manstein a Generalfeldmarschall el mateix dia. Tota la ciutat estava en mans alemanyes el 4 de juliol de 1942.
Durant la campanya de Crimea, Manstein es va veure implicat indirectament en atrocitats contra la població soviètica, especialment les comeses per l'Einsatzgruppe D, un dels diversos grups de les SS que s'havien encarregat d'eliminar els jueus d'Europa. L'Einsatzgruppe D va viatjar seguint l'11è Exèrcit de Manstein i el comandament de Manstein els va proporcionar vehicles, combustible i conductors. La policia militar va acordonar les zones on l'Einsatzgruppe tenia previst assassinar als jueus per evitar que ningú s'escapés. El capità Ulrich Gunzert, sorprès d'haver presenciat la massacre de l'Einsatzgruppe D d'un grup de dones i nens jueus, va anar a Manstein per demanar-li que fes alguna cosa per aturar els assassinats. Gunzert afirma que Manstein li va dir que oblidés el que havia vist i que es concentrés a lluitar contra l'Exèrcit Roig. Onze dels disset càrrecs contra Manstein en el seu posterior judici per crims de guerra relacionats amb el maltractament nazi i l'assassinat de jueus i presoners de guerra a Crimea.

### Setge de Leningrad
Després de la captura de Sebastòpol, Hitler va sentir que Manstein era l'home adequat per comandar les forces a Leningrad, que havia estat assetjada des de setembre de 1941. Amb elements de l'11è Exèrcit, Manstein va ser traslladat al front de Leningrad, arribant el 27 d'agost de 1942. Manstein va tornar a mancar de les forces adequades per assaltar la ciutat, així que va planejar l'operació Nordlicht, un pla audaç per tallar la línia de subministrament de Leningrad al llac Ladoga.
No obstant això, el dia de la seva arribada, l'Exèrcit Roig va llançar l'ofensiva Siniavin. Planejada inicialment com un atac destructiu contra el 18è Exèrcit de Georg Lindemann a l'estret sortint alemany a l'oest del llac Ladoga, l'ofensiva semblava capaç de trencar les línies alemanyes, aixecant el setge. Hitler, sense passar per la cadena de comandament habitual, va trucar directament a Manstein i li va ordenar que emprengués accions ofensives a la zona. Després d'una sèrie de dures batalles, va llançar un contraatac el 21 de setembre de 1942 que va tallar els dos exèrcits soviètics al sortint. Els combats van continuar durant tot l'octubre de 1942. Encara que l'ofensiva soviètica es va evitar, el desgast resultant va fer que la Wehrmacht ja no pogués executar un assalt decisiu a Leningrad, i Nordlicht va quedar en suspens. El setge va ser finalment aixecat per les forces soviètiques el gener de 1944.

### Batalla de Stalingrad

El contraatac soviètic a Stalingrad
Front alemany, 19 de novembre
Front alemany, 12 de desembre
Front alemany, 24 de desembre
Avanç rus, del 19 al 28 de novembre

En un intent de resoldre la seva persistent escassetat de petroli, la Wehrmacht havia llançat Fall Blau, una ofensiva massiva dirigida contra els camps petroliers caucàsics, el 1942. Després dels atacs aeris alemanys, el 6è Exèrcit, dirigit per Friedrich Paulus, va ser encarregat de capturar Stalingrad, una ciutat clau al riu Volga. Les seves tropes, recolzades pel 4t Exèrcit Panzer, van entrar a la ciutat el 12 de setembre. Es va produir el combat cos a cos i lluites al carrer. L'Exèrcit Roig va llançar una gran contraofensiva el 19 de novembre, amb el nom en clau Operació Urà, que estava dissenyada per encerclar els exèrcits alemanys i atrapar-los a la ciutat; aquest objectiu es va assolir el 23 de novembre. Hitler conscient que si es perdia Stalingrad, probablement mai no es tornaria a recuperar, va nomenar Manstein com a comandant del recentment creat Grup d'Exèrcits Don, encarregat de muntar una operació de socors anomenada operació Tempesta d'Hivern, per reforçar el control alemany sobre la ciutat. L'avaluació inicial de Manstein el 24 de novembre va ser que el 6è Exèrcit, amb un suport aeri adequat, podria aguantar.
L'octubre de 1942, el seu fill, Gero, va morir en combat. Més tard ho va descriure com "El pitjor que em va passar personalment durant la guerra".
Iniciada el 12 de desembre, Tempesta d'hivern va aconseguir un cert èxit inicial. Les tres divisions Panzer de Manstein (que comprenen la 23a, 6a i 17a Divisions Panzer) i les unitats de suport del LVII Panzerkorps van avançar fins a uns 48 km (30 milles) de Stalingrad el 20 de desembre al riu Mixkova, on van ser atacats pels soviètics. tancs en condicions de tempesta de neu. Manstein va demanar a Hitler el 18 de desembre que el 6è Exèrcit intentés sortir. Hitler hi estava en contra, i tant Manstein com Paulus es van mostrar reticents a desobeir obertament les seves ordres. Les condicions es van deteriorar a l'interior de la ciutat; els homes patien polls, el clima fred i el subministrament inadequat d'aliments i municions. El ministre d'Aviació del Reich, Hermann Göring, havia assegurat a Hitler que el 6è Exèrcit atrapat podria ser subministrat adequadament per aire, però a causa del mal temps, la manca d'avions i les dificultats mecàniques, va resultar que no era així. El 24 de gener, Manstein va instar a Hitler a permetre que Paulus es rendís però ell es va negar. Malgrat els desitjos de Hitler, Paulus es va rendir amb els seus 91.000 soldats restants el 31 de gener de 1943. Uns 200.000 soldats alemanys i romanesos van morir; dels que es van rendir, només 6.000 supervivents van tornar a Alemanya després del final de la guerra. Manstein creia que havia fet tot el possible per al 6è Exèrcit. Els homes encerclats ho veien d'una altra manera:
| «              | La seva debilitat va ser que no va prendre una postura més ferma contra Hitler. Es pot dimitir. O acceptar la pena de mort. Si estàs totalment convençut, i ell, que estava malament mantenir l'exèrcit a Stalingrad. | » |
| — Winrich Behr | |   |

Els historiadors nord-americans Williamson Murray i Allan Millett van escriure que el missatge de Manstein a Hitler el 24 de novembre aconsellant-li que el 6è Exèrcit no hauria d'esclatar, juntament amb les declaracions de Göring que la Luftwaffe podria subministrar Stalingrad, "... va segellar el destí del Sisè Exèrcit". Els historiadors, inclòs Gerhard Weinberg, han assenyalat que la versió de Manstein dels esdeveniments de Stalingrad a les seves memòries està distorsionada i que probablement es van inventar diversos esdeveniments descrits allà. "A causa de la sensibilitat de la qüestió de Stalingrad a l'Alemanya de la postguerra, Manstein va treballar tan dur per distorsionar el registre sobre aquest tema com sobre la seva implicació massiva en l'assassinat de jueus", va escriure Weinberg.
Mentrestant, l'Exèrcit Roig va llançar una ofensiva pròpia. L'operació Saturn tenia la intenció de capturar Rostov i tallar així el Grup d'Exèrcits A alemanys . No obstant això, després del llançament de la Tempesta d'Hivern, l'exèrcit soviètic va haver de reassignar forces per evitar el relleu de Stalingrad, de manera que l'operació es va reduir i es va anomenar "Petit Saturn". L'ofensiva va obligar a Manstein a desviar forces per evitar l'enfonsament de tot el front. L'atac també va impedir que el XLVIII PanzerKorps (que comprenia la  336a Divisió d'Infanteria, la 3a Divisió de Camp de la Luftwaffe i l'11a Divisió Panzer), sota el comandament del general Otto von Knobelsdorff, s'unís al LVII PanzerKorps tal com estava previst per ajudar els esforç de socors. En canvi, el XLVIII Cos Panzer va mantenir una línia al llarg del riu Txir, derrotant els successius atacs soviètics. El general Hermann Balck va utilitzar l'11a Divisió Panzer per contraatacar els sortints soviètics. A punt de col·lapse, les unitats alemanyes van poder mantenir la línia, però el 8è Exèrcit italià als flancs va ser superat i posteriorment destruït.
Estimulat per aquest èxit, l'Exèrcit Roig va planejar una sèrie d'ofensives de seguiment al gener i febrer de 1943 amb la finalitat de vèncer decisivament les forces alemanyes al sud de Rússia. Després de la destrucció de les forces hongareses i italianes restants durant l'ofensiva d'Ostrogojsk-Rossox , es van llançar l'operació Estrella i l'operació Gallop per recuperar Khàrkiv i Kursk i tallar totes les forces alemanyes a l'est de Donetsk. Aquelles operacions van aconseguir trencar les línies alemanyes i van amenaçar tota la part sud del front alemany. Per fer front a aquesta amenaça, el Grup d'Exèrcits Don, el Grup d'Exèrcits B i parts del Grup d'Exèrcits A es van unir com a Grup d'Exèrcits Sud (Heeresgruppe Süd) sota el comandament de Manstein a principis de febrer.

### Contraofensiva de Khàrkiv

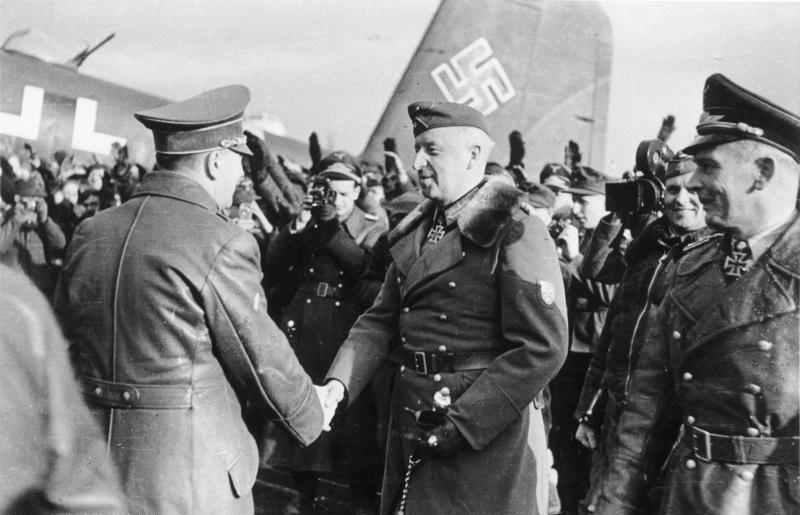
El 10 de març de 1943, sota grans mesures de seguretat, Hitler va volar a la seu del Grup d'Exèrcits Sud a Zaporozh'ye, Ucraïna, a només 48 km (30 milles) de les línies del front, per revisar la situació militar. Manstein saluda a Hitler a la seva arribada al camp d'aviació local; a la dreta hi ha Hans Baur i el Generalfeldmarschall de la Luftwaffe Wolfram von Richthofen.

Durant les seves ofensives el febrer de 1943, l'Exèrcit Roig va trencar les línies alemanyes i va recuperar Kursk el 9 de febrer. Com que els grups d'exèrcits B i Don estaven en perill de ser envoltats, Manstein va demanar reforços repetidament. Tot i que Hitler va demanar el 13 de febrer que Kharkov es mantingués "a qualsevol preu" L'SS-Oberst-Gruppenführer Paul Hausser, comandant del II SS-Panzerkorps, va ordenar l'evacuació de la ciutat el 15 de febrer. Hitler va arribar al front en persona el 17 de febrer, i al llarg de tres dies de reunions esgotadores, Manstein el va convèncer que calia una acció ofensiva a la zona per recuperar la iniciativa i evitar l'encerclament. Les tropes es van reorganitzar i es van introduir reforços a la zona dels exèrcits veïns. Manstein va començar immediatament a planificar una contraofensiva, llançada el 20 de febrer, que més tard es va conèixer com el "cop de revés"; Vatutin i les forces soviètiques, creient que Manstein es retiraria, es van sorprendre completament. El 2 de març, la Wehrmacht havia capturat 615 tancs i havia matat uns 23.000 soldats soviètics.
Per reforçar el punt que la reconquesta de Khàrkiv era políticament important, Hitler va viatjar de nou a la primera línia a Ucraïna el 10 de març de 1943 on es va reunir amb Manstein per revisar la situació. Manstein va reunir acuradament les seves forces disponibles al llarg d'un ampli front per evitar el seu encerclament i els alemanys van recuperar Khàrkiv el 14 de març, després de sagnants combats al carrer a la tercera batalla de Khàrkiv. Per aquest èxit, va rebre les Fulles de Roure per la Creu de Cavaller. El II Cos Panzer SS d'Hausser va capturar Belgorod el 18 de març. La contraofensiva de Manstein no només havia impedit la desintegració de tot el front, sinó que havia recuperat un territori substancial i va provocar la destrucció de tres exèrcits soviètics i la retirada d'altres tres. Les baixes soviètiques durant el mes anterior en aquest sector havien estat de 46.000 morts i 14.000 presoners. Es van capturar o destruir 600 tancs i 1.200 peces d'artilleria. El desglaç de primavera va començar el 23 de març, posant fi a les operacions a la zona de moment. Aleshores es va dur a terme la planificació per eliminar el sortint enemic a Kursk.

### Operació Ciutadella
Manstein va afavorir un atac de pinça immediat al sortint de Kursk després de la batalla de Khàrkiv, però a Hitler li preocupava que aquest pla allunyés les forces de la regió industrial de la conca del Donets. En qualsevol cas, el terra encara estava massa fangós per moure els tancs a la seva posició. En lloc d'un atac immediat, l'OKH va preparar l'Operació Ciutadella, el llançament de la qual es retardaria mentre es reunissin més tropes a la zona i el fang es solidificava. Mentrestant, l'Exèrcit Roig, ben conscient del perill d'encerclament, també es va moure en gran nombre de reforços, i els seus informes d'intel·ligència van revelar les ubicacions previstes i el moment de les empenta alemanyes.

Batalla de Kursk: pinça del sud

Ciutadella va ser l'última ofensiva estratègica alemanya al front oriental i una de les batalles més grans de la història, amb més de quatre milions d'homes. Quan la Wehrmacht va llançar el seu assalt inicial el 5 de juliol de 1943, les forces soviètiques les van superar en gairebé tres a un. Walter Model estava al comandament de la pinça del nord, amb el Novè Exèrcit, mentre que el Grup d'Exèrcits Sud de Manstein formava la pinça del sud.
Tots dos exèrcits es van reduir a mesura que els tancs van ser volats en camps de mines i atrapats en combat en una sèrie de línies defensives soviètiques preparades. Després de cinc dies de lluita, l'avanç de Model es va aturar, amb els Novè Panzer patint 25.000 baixes. El 13 de juliol, les forces de Model estaven sent arracades cap a Orel, on l'exèrcit soviètic havia llançat l'operació Kutuzov. Les forces de Manstein van poder penetrar a les línies soviètiques, causant grans baixes. Va assolir, però no va entrar ni capturar, Prokhorovka, el seu primer gran objectiu, l'11 de juliol, causant greus pèrdues soviètiques a la batalla de Prokhorovka resultant .
No obstant això, el 13 de juliol Hitler va cancel·lar la fallida ofensiva de Kursk; els Aliats havien desembarcat a Sicília , així que va emetre l'ordre de retirada. Manstein va protestar; va sentir que les forces soviètiques havien esgotat totes les seves reserves a la zona, i no volia aturar-se fins que s'haguessin compromès totes les seves pròpies reserves. Hitler, però, va insistir a suspendre l'operació. Tot i que les baixes soviètiques van ser realment enormes, els historiadors moderns descarten la possibilitat d'una continuació exitosa de l'ofensiva alemanya.

### Retirada al Dnièper
Manstein va considerar la batalla de Kursk com una victòria alemanya, ja que creia que havia destruït gran part de la capacitat ofensiva de l'Exèrcit Roig durant la resta de 1943. Aquesta valoració va resultar ser incorrecta, ja que l'Exèrcit Roig va poder recuperar-se molt. més ràpid del que Manstein esperava. Manstein va traslladar les seves reserves panzer al riu Mius i al baix Dnièper, sense adonar-se que les activitats soviètiques hi havia una diversió. Una ofensiva soviètica que va començar el 3 d'agost va posar el Grup d'Exèrcits Sud sota una forta pressió. Després de dos dies de forts combats, les tropes soviètiques van trencar les línies alemanyes i van recuperar Belgorod, fent un forat de 56 km d'ample entre el Quart Exèrcit Panzer i el Destacament d'Exèrcit Kempf, encarregat de mantenir Khàrkiv. En resposta a les demandes de reforç de Manstein, Hitler va enviar les divisions Großdeutschland, 7a Panzer, 2a SS Das Reich i 3a SS-Totenkopf.

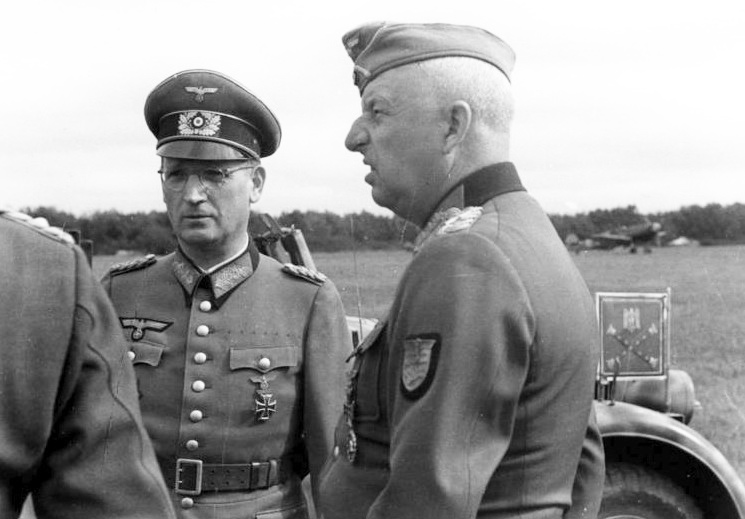
Manstein (dreta) amb el majorgeneral Hans Speidel al Dnièper, setembre de 1943

Va començar la construcció de posicions defensives al llarg del Dnièper, però Hitler va rebutjar les sol·licituds de retirar-se, insistint que Khàrkiv es mantingués. Amb els reforços entrant, Manstein va lliurar una sèrie de contraatacs i batalles blindades a prop de Bohodukhiv i Okhtirka entre el 13 i el 17 d'agost, que van provocar nombroses baixes quan es van enfrontar a les línies soviètiques preparades. El 20 d'agost va informar a l'OKH que les seves forces a la zona del riu Donets mantenien un front massa ample amb un nombre insuficient, i que havia de retirar-se al riu Dnièper o rebre reforços. La pressió contínua de les forces soviètiques havia separat el Grup d'Exèrcits Centre del Grup d'Exèrcits Sud i havia amenaçat greument el flanc nord de Manstein. Quan l'Exèrcit Roig va llançar les seves principals reserves darrere d'un impuls per recuperar Khàrkiv els dies 21 i 22 d'agost, Manstein va aprofitar-ho per reduir la bretxa entre el 4t Panzer i el 8è Exèrcit i restablir una línia defensiva. Hitler finalment va permetre que Manstein es retirés a través del Dnièper el 15 de setembre. Durant la retirada, Manstein va ordenar que es fessin accions de terra cremada en una zona d'entre 20 i 30 quilòmetres del riu, i més tard es va enfrontar a càrrecs en el seu judici per crims de guerra per emetre això. Les pèrdues soviètiques al juliol i l'agost van incloure més d'1,6 milions de baixes, 10.000 tancs i peces d'artilleria autopropulsada i 4.200 avions. Les pèrdues alemanyes, encara que només una desena part de les pèrdues soviètiques, van ser molt més difícils de sostenir, ja que no hi havia més reserves d'homes i material per aprofitar. En una sèrie de quatre reunions aquell setembre, Manstein va intentar, sense èxit, convèncer Hitler de reorganitzar l'alt comandament i deixar que els seus generals prenguessin més decisions militars.

### Batalla del Dnièper
El setembre de 1943, Manstein es va retirar a la riba oest del Dnièper en una operació que en la seva major part estava ben ordenada, però que de vegades va degenerar en una derrota desorganitzada a mesura que els seus soldats esgotats es van "desenganxar". Centenars de milers de civils soviètics van viatjar a l'oest amb ells, molts portant bestiar i béns personals. Manstein va deduir correctament que el següent atac soviètic seria cap a Kíiv, però com havia estat el cas durant tota la campanya, l'Exèrcit Roig va utilitzar maskirovka (engany) per dissimular el moment i la ubicació exacta de la seva ofensiva prevista. Els historiadors Williamson Murray i Allan Reed Millett van escriure que la "creença fanàtica" de molts generals alemanys en les teories racials nazis"... feia que la idea que els eslaus poguessin manipular la intel·ligència alemanya amb tanta consistència fos totalment inconcebible". El 1r Front d'Ucraïna, liderat per Nikolai Fiodoròvitx Vatutin, es va trobar amb el Quart Exèrcit Panzer, en inferioritat numèrica, prop de Kíiv. Vatutin primer va fer una empenta a prop de Liutej, just al nord de Kíiv, i després va atacar prop de Bukrin, al sud, l'1 de novembre. Les tropes alemanyes, pensant que Bukrin seria el lloc de l'atac principal, es van sorprendre completament quan Vatutin va capturar el cap de pont a Liutej i es va assentar a la riba oest del Dnièper. Kíiv va ser alliberat el 6 de novembre. El 17è Exèrcit va ser tallat i aïllat a Crimea per l'atacant 4t Front Ucraïnès el 28 d'octubre.

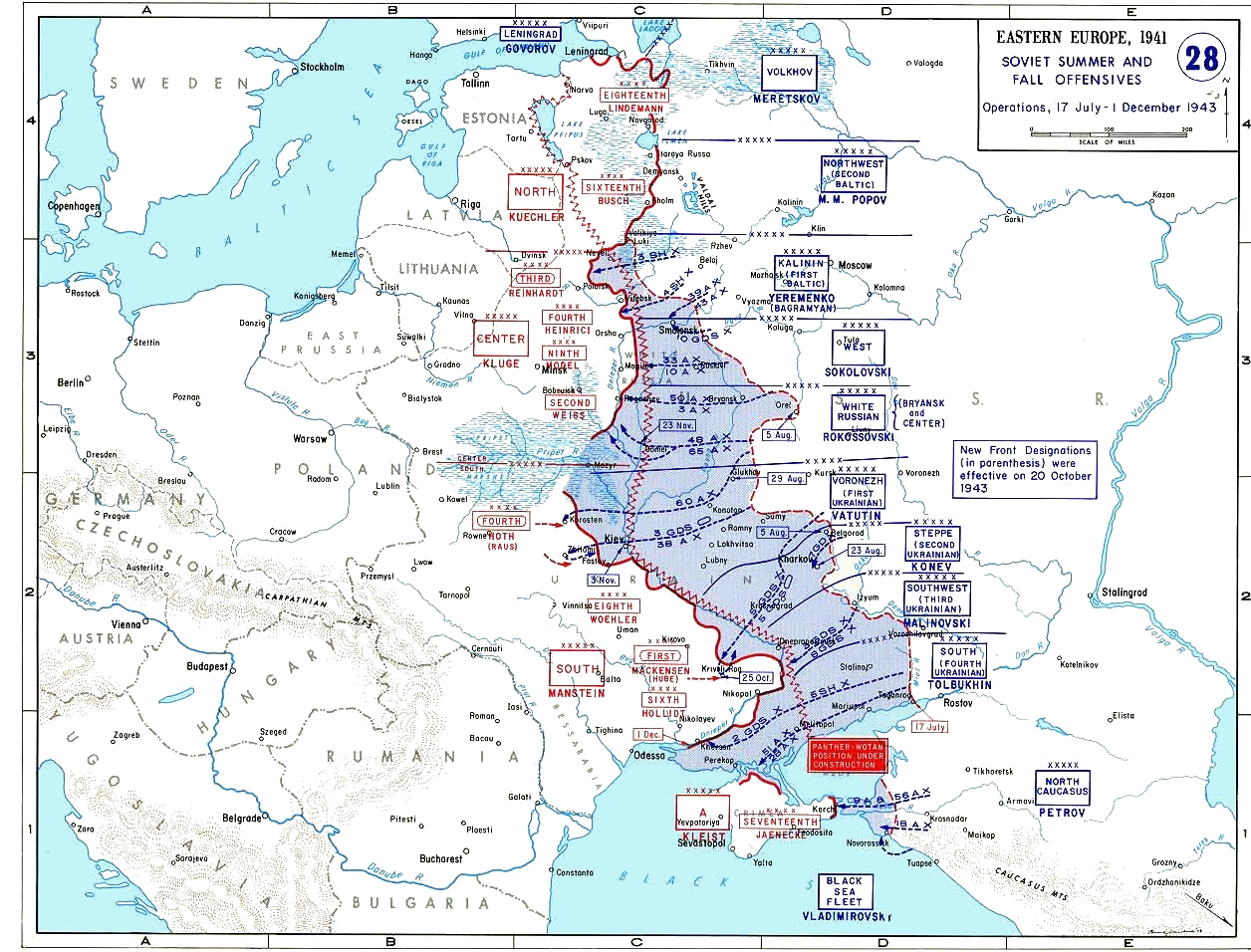
Operacions al llarg del Dnieper, de juliol a desembre de 1943

Sota la guia del general Hermann Balck, les ciutats de Jitomir i Korosten van ser recuperades a mitjans de novembre, però després de rebre reforços Vatutin va reprendre l'ofensiva el 24 de desembre de 1943, i l'Exèrcit Roig va continuar el seu avanç amb èxit. Les repetides peticions de Manstein a Hitler per obtenir més reforços van ser rebutjades. El 4 de gener de 1944, Manstein es va reunir amb Hitler per dir-li que la línia del Dnièper era insostenible i que havia de retirar-se per salvar les seves forces. Hitler es va negar, i Manstein va tornar a demanar canvis en els nivells més alts de la direcció militar, però va ser rebutjat, ja que Hitler creia que ell sol era capaç de gestionar l'estratègia més àmplia.
Al gener, Manstein es va veure obligat a retirar-se més a l'oest per l'ofensiva soviètica. Sense esperar el permís d'Hitler, va ordenar que els cossos alemanys XI i XXXXII (constituïts per 56.000 homes en sis divisions) del Grup d'Exèrcits Sud sortissin de la bossa de Korsun durant la nit del 16 al 17 de febrer de 1944. A principis de març, les forces soviètiques havien fet retrocedir la Wehrmacht del riu. A causa de la directiva de Hitler del 19 de març que a partir d'aquell moment s'havien de defensar totes les posicions fins a l'últim home, el 1r Exèrcit Panzer de Manstein va quedar encerclat el 21 de març quan Hitler no va rebre el permís per fugir a temps. Manstein va volar a la seu de Hitler a Lvov per intentar convèncer-lo perquè canviés d'opinió. Hitler finalment va cedir, però va rellevar a Manstein del seu comandament el 30 de març de 1944.
Manstein va aparèixer a la portada del número del 10 de gener de 1944 de la revista Time, a sobre de la llegenda "La retirada pot ser magistral, però la victòria és en la direcció contrària".

### Acomiadament
Manstein va rebre les Espases de la Creu de Cavaller el 30 de març de 1944 i va lliurar el control del Grup d'Exèrcits Sud a Model el 2 d'abril durant una reunió al refugi de muntanya de Hitler, el Berghof. L'ajudant de Model, Günther Reichhelm, va descriure més tard l'escena i la resposta de Manstein:
| « | Deu haver-li fet elogis per les seves habilitats estratègiques durant les operacions d'atac, però també va dir: "No et puc utilitzar al sud. El mariscal de camp Model prendrà el relleu". I Manstein va respondre: "El meu Führer... si us plau, creieu-me quan digui que utilitzaré tots els mitjans estratègics al meu abast per defensar el sòl en què està enterrat el meu fill. | » |

Mentre estava de baixa mèdica després d'una cirurgia per extirpar una cataracta a l'ull dret, Manstein es va recuperar a casa seva a Liegnitz i en un centre mèdic a Dresden. Va patir una infecció i durant un temps va estar en perill de perdre la vista. El dia del complot fallit del 20 de juliol, un intent d'assassinat contra la vida de Hitler que formava part d'un cop d'estat militarplanificat , Manstein es trobava en un centre balneari del Bàltic. Encara que s'havia reunit en diverses ocasions amb tres dels principals conspiradors - Claus von Stauffenberg, Henning von Tresckow, i Rudolf Christoph Freiherr von Gersdorff - Manstein no va participar en la conspiració; més tard va dir "Preussische Feldmarschälle meutern nicht" —"Els mariscals de camp prussians no s'amotinen." Tot i així, la Gestapo va posar la casa de Manstein sota vigilància.
Quan es va fer evident que Hitler no el designaria per a un nou càrrec, Manstein va comprar una finca a Pomerània Oriental l'octubre de 1944, però aviat es va veure obligat a abandonar-la quan les forces soviètiques van envair la zona. La seva casa de Liegnitz va haver de ser evacuada el 22 de gener de 1945, i ell i la seva família es van refugiar temporalment amb amics a Berlín. Mentre era allà, Manstein va intentar aconseguir una audiència amb Hitler al Führerbunker, però va ser rebutjat. Ell i la seva família van continuar desplaçant-se més a l'oest d'Alemanya fins que la guerra a Europa va acabar amb una derrota alemanya el maig de 1945. Manstein va patir més complicacions a l'ull dret i estava rebent tractament a un hospital a Heiligenhafen quan va ser arrestat pels britànics i traslladat a un camp de presoners de guerra prop de Lüneburg el 26 d'agost.

## Postguerra

### Judici
Manstein va ser traslladat a Nuremberg l'octubre de 1945. Va ser detingut al Palau de Justícia, lloc dels judicis de Nuremberg dels principals criminals de guerra i organitzacions nazis. Mentre allà, Manstein va ajudar a preparar un document de 132 pàgines per a la defensa de l'Estat Major i l'OKW, jutjat a Nuremberg l'agost de 1946. Va sorgir el mite que la Wehrmacht era "neta" -no culpable dels esdeveniments de l'Holocaust- en part com a resultat d'aquest document, escrit en gran part per Manstein, juntament amb el general de cavalleria Siegfried Westphal. També va donar testimoni oral sobre els Einsatzgruppen, el tractament dels presoners de guerra i el concepte d'obediència militar, especialment pel que fa a l'Ordre dels Comissaris, una ordre emesa per Hitler el 1941, que exigia que tots els comissaris polítics soviètics fossin afusellats sense judici previ. Manstein va admetre que va rebre l'ordre, però va dir que no la va dur a terme.
Documents de 1941 presentats a Nuremberg i al mateix judici posterior de Manstein contradiuen aquesta afirmació: en realitat va rebre informes regulars durant aquest període sobre l'execució de centenars de comissaris polítics. Va negar qualsevol coneixement de les activitats dels Einsatzgruppen , i va declarar que els soldats sota el seu comandament no estaven implicats en l'assassinat de civils jueus. Otto Ohlendorf, comandant de l'Einsatzgruppe D, ho va contradir durant el seu testimoni, dient que no només Manstein era conscient del que estava passant, sinó que l'Onze Exèrcit estava implicat. El setembre de 1946 es va declarar que l'Estat Major i l'OKW no eren una organització criminal. La seva decisió va ser que una col·lecció d'oficials militars no era un grup o organització tal com es defineix a l'article 9 de la seva carta.
Després del seu testimoni a Nuremberg, Manstein va ser internat pels britànics com a presoner de guerra a Island Farm (també conegut com a Special Camp 11) a Bridgend, Gal·les, on va esperar la decisió de si s'enfrontaria o no a un judici per crims de guerra. Majoritàriament es va mantenir separat dels altres reclusos, fent passejades solitaris, cuidant un petit jardí i començant a treballar en els esborranys de dos llibres. L'autor britànic B. H. Liddell Hart va estar en correspondència amb Manstein i altres a Island Farm i va visitar presos de diversos camps de Gran Bretanya mentre preparava el seu llibre més venut de 1947 On the Other Side of the Hill . Liddell Hart era un admirador dels generals alemanys; va descriure Manstein com un geni operatiu. Els dos van romandre en contacte, i Liddell Hart va ajudar més tard a Manstein a organitzar la publicació de l'edició anglesa de les seves memòries, Verlorene Siege ("Victòries perdudes"), el 1958.
El gabinet britànic, sota la pressió de la Unió Soviètica, finalment va decidir el juliol de 1948 processar Manstein per crims de guerra. Ell i altres tres oficials superiors (Walther von Brauchitsch, Gerd von Rundstedt i Adolf Strauss) van ser traslladats a Munsterlager per esperar el judici. Brauchitsch va morir aquell octubre i Rundstedt i Strauss van ser alliberats per motius mèdics el març de 1949. El judici de Manstein es va celebrar a Hamburg del 23 d'agost al 19 de desembre de 1949.
Manstein va enfrontar disset càrrecs al judici, tres dels quals relacionats amb esdeveniments a Polònia i catorze sobre esdeveniments a la Unió Soviètica. Els càrrecs incloïen el maltractament als presoners de guerra, la cooperació amb l'Einsatzgruppe D en l'assassinat de residents jueus de Crimea i el fet de no tenir en compte el benestar dels civils utilitzant tàctiques de "terra cremada" mentre es retirava de la Unió Soviètica. La fiscalia, dirigida pel fiscal principal Arthur Comyns Carr, va utilitzar una ordre que Manstein havia signat el 20 de novembre de 1941, basada en l'Ordre de severitat que havia estat emesa pel mariscal de camp Walther von Reichenau, per construir el seu cas que Manstein havia conegut i va ser còmplice del genocidi. L'ordre demanava l'eliminació del "sistema bolxevic jueu" i el "càstig dur dels jueus".
Manstein va afirmar que recordava haver demanat un esborrany d'aquesta ordre, però no recordava haver-lo signat. Els historiadors nord-americans Ronald Smelser i Edward J. Davies van escriure el 2008 que Manstein estava d'acord amb la idea de Hitler que la guerra contra la Unió Soviètica era una guerra per exterminar el judeobolxevisme i que va cometre perjuri quan va afirmar no recordar haver signat la seva versió. de l'Ordre de severitat.
La defensa de Manstein, dirigida per l'advocat Reginald Thomas Paget, va argumentar que l'ordre estava justificada perquè molts partisans eren jueus i, per tant, l'ordre de Manstein demanant que tots els jueus fossin executats estava justificada pel seu desig de protegir els seus homes dels atacs partisans. Va argumentar que Manstein no es va veure obligat a desobeir les ordres donades pel seu govern sobirà, encara que aquestes ordres fossin il·legals. Manstein, parlant en la seva defensa, va declarar que trobava repugnant la política racial nazi. Setze testimonis més van declarar que Manstein no tenia coneixement o implicació en el genocidi. Paget va anomenar als soviètics "salvatges", argumentant que Manstein va mostrar moderació com a "soldat alemany decent" en defensar les lleis de la guerra quan lluitava contra els soviètics, els quals van mostrar un "salvatgisme espantós".
Si Manstein era o no responsable de les activitats de l'Einsatzgruppe D, una unitat no sota el seu control directe però que operava a la seva zona de comandament, es va convertir en un dels punts clau del judici. La fiscalia va afirmar que era el deure de Manstein conèixer les activitats d'aquesta unitat i també el seu deure de posar fi a les seves operacions genocides. Estudiosos recents, com Ronald Smelser i Benoît Lemay, opinen que gairebé segur que es va perjurar en el seu judici i a Nuremberg.
Manstein va ser declarat culpable de nou dels càrrecs i va ser condemnat a divuit anys de presó. Els càrrecs pels quals va ser declarat culpable incloïen afusellar presoners de guerra soviètics; l'execució de l'Ordre dels Comissaris; i permetre als subordinats disparar als civils. Els partidaris de Manstein a Gran Bretanya i Alemanya van protestar. Liddell Hart va fer pressió a la premsa britànica, i a Alemanya la sentència va ser vista com una decisió política. La condemna es va reduir a 12 anys el febrer de 1950. Paget va publicar un llibre més venut l'any 1951 sobre la carrera i el judici de Manstein que va retratar Manstein com un soldat honorable lluitant heroicament malgrat les probabilitats aclaparadores al front oriental i que havia estat condemnat per delictes que no va cometre. El llibre va ajudar a contribuir al culte creixent al voltant del nom de Manstein. El seu alliberament el 7 de maig de 1953 va ser en part el resultat d'una recurrència dels seus problemes oculars, però també el resultat de la pressió de Winston Churchill, Konrad Adenauer, Liddell Hart, Paget i altres. A més, els britànics volien que Alemanya participés en la defensa de l'Europa occidental, i Adenauer va condicionar el rearmament d'Alemanya a l'alliberament dels seus criminals de guerra.

### Antisemitisme
Manstein creia que el bolxevisme i els jueus estaven inextricablement lligats, que hi havia una conspiració global liderada pels jueus i que per aturar la propagació del comunisme era necessari eliminar els jueus de la societat europea. La seva ordre del 20 de novembre de 1941, basada en l'Ordre de severitat de Reichenau, diu en part:
| « | El sistema bolxevic jueu s'ha d'eliminar d'una vegada per totes i mai més s'ha de permetre que envaeixi el nostre espai de vida europeu... És la mateixa classe d'éssers jueus que ha fet tant de mal a la nostra pròpia Pàtria en virtut de les seves activitats contra la nació i la civilització, i que promouen tendències antialemanyes arreu del món, i que seran els presagis de la venjança. El seu extermini és un dictat de la nostra pròpia supervivència. | » |

Manstein no va fer res per evitar l'assassinat de jueus i altres civils a les zones on operaven les seves unitats i en les quals el seu onzè exèrcit va participar activament. Que Manstein era ben conscient de les massacres dels Einsatzgruppen queda demostrat per una carta de 1941 que va enviar a Otto Ohlendorf, en la qual Manstein demana a Ohlendorf que lliuri els rellotges de polsera dels jueus assassinats. Manstein va sentir que els seus homes es mereixien els rellotges, ja que estaven fent molt per ajudar els homes d'Ohlendorf amb la seva feina. Smelser i Davies assenyalen que aquesta carta va ser l'única vegada que Manstein es va queixar de les activitats dels Einsatzgruppen. Manstein va declarar més tard que sentia que el nombre de jueus assassinats durant l'Holocaust era exagerat.
L'antisemitisme era comú a Alemanya i a tot Europa durant aquest període, i l'actitud de Manstein cap als jueus va tenir les seves arrels en la seva exposició i assimilació d'aquestes opinions. El biògraf Benoît Lemay descriu les accions de Manstein com un reflex de la seva lleialtat cap a Hitler i el règim nazi i del seu fonament en un sentit del deure basat en els valors militars prussians tradicionals.
La seva crítica a Hitler es va basar únicament en els seus desacords sobre la conducta de la guerra, no en les polítiques racials del règim. Alguns historiadors, inclosos Antony Beevor i Benoît Lemay, opinen que Manstein tenia algun ascendent jueu. Manstein va ser l'únic oficial del Reichswehr que es va oposar a la introducció del paràgraf ari el 1934. Va enviar una carta de protesta al general Beck, comentant que qualsevol que s'hagués ofert voluntari per servir a les forces armades ja havia demostrat la seva vàlua.
Lemay va especular que Manstein podria haver estat interessat a protegir els seus dos nebots Mischlinge que ja estaven servint a la Reichswehr. També pot haver estat preocupat per la possibilitat que tingués ascendència jueva llunyana. Les SS van dur a terme una investigació sobre l'ascendència de Manstein però l'informe no es va completar i els resultats segueixen sent desconeguts.

### Vida i memòries de postguerra
Juntament amb altres deu antics oficials superiors, Manstein va ser cridat el 1955 per l'Amt Blank per formular plans per a la refundació de l'exèrcit alemany. El 20 de juny de 1953, va parlar amb el Bundestag, donant la seva anàlisi de les consideracions estratègiques de poder i la defensa del país i va parlar de si el país havia de tenir un exèrcit professional o un exèrcit reclutat. La seva opinió era que la durada del servei dels reclutes del Bundeswehr hauria de ser d'almenys 18 mesos, preferiblement 24 mesos. La seva idea de formar una força de reserva es va implementar més tard.
Les memòries de guerra de Manstein, Verlorene Siege (Victòries perdudes), es van publicar a Alemanya Occidental el 1955 i més tard es van traduir a altres idiomes. El llibre va ser un best-seller molt aclamat, crític amb Hitler i el seu estil de lideratge. Historiadors com Liddell Hart van veure l'èmfasi de Manstein en els aspectes purament militars de la guerra, tot ignorant els aspectes polítics i morals, com una manera perquè ell s'absolia i l'alt comandament de qualsevol responsabilitat pels esdeveniments de l'Holocaust. Amb els anys, es va convertir en el centre d'un "culte militar" que el va convertir no només com un dels més grans generals d'Alemanya, sinó també un dels més grans de la història. Ha estat descrit com un militärische Kult- und Leitfigur ("figura de culte militar i personalitat principal"), un general d'habilitats llegendàries, gairebé mítiques, molt honrat tant pel públic com pels historiadors. Els biògrafs, inclòs Benoît Lemay, consideren que el seu enfocament estret en qüestions militars amb l'exclusió de qüestions morals no es pot considerar ètic.
Manstein i la seva dona es van traslladar diverses vegades després de la seva sortida de la presó, vivint a Essen i Bonn durant un temps abans d'instal·lar-se en una casa prop de Munic el 1958. El segon volum de les seves memòries, , Aus einem Soldatenleben ("La vida d'un soldat"), cobreix el període de 1887 a 1939, es va publicar el 1958. La seva dona, Jutta Sibylle von Manstein, va morir el 1966.
En el 80è aniversari de Manstein, va rebre les felicitacions de l'alt comandant suprem del Bundeswehr, el general Ulrich de Maizière, amb el seu seguici.
Erich von Manstein va morir d'un ictus la nit del 9 de juny de 1973 a l'edat de 85 anys. Com a penúltim mariscal de camp alemany supervivent (Ferdinand Schörner va morir el 2 de juliol de 1973), va ser enterrat amb tots els honors militars. Al seu funeral van assistir centenars de soldats de tots els rangs. A l'obituari de Manstein, la revista Spiegel deia: "Va ajudar en la marxa cap a la catàstrofe, enganyat per un cec sentit del deure".

## Carrera
Charakter als Fähnrich (06.03.1906);
 Leutnant (27.01.1907; amb patent del 14.06.1905);
 Oberleutnant (19.06.1914);
 Hauptmann (24.07.1915);
 Major (00.02.1928);
 Oberstleutnant (01.04.1931);
 Oberst (01.12.1933);
 Generalmajor (01.10.1936);
 Generalleutnant (01.04.1938);
 General der Infanterie (01.06.1940);
 Generaloberst (07.03.1942);
 Generalfeldmarschall (01.07.1942)

## Condecoracions
Creu de Cavaller de la Creu de Ferro amb Fulles de Roure i Espases 
 Creu de Cavaller (19/7-1940) (com General der Infanterie i Kommandierender General XXXVIII.Armee-Korps)
 Fulles de Roure (14/3/1943) (209º) (com Generalfeldmarschall i Oberbefehlshaber Heeresgruppe Süd, Frente Oriental)
 Espases (30/3-1944) (59º) (com Generalfeldmarschall i Oberbefehlshaber Heeresgruppe Süd, Front Oriental)
 Creu de Cavaller del Reial Orde Prussià de Hohenzollern amb espases
 Creu de Cavaller de 1a classe de Frederic de Württemberg amb espases
 Creu de Ferro 1914 de 1a Classe
 Creu de Ferro 1914 de 2a Classe
 Creu Hanseàtica d'Hamburg
 Insígnia de Ferits 1918 en Negre
 Creu d'Honor 1914-1918
 Barra de 1939 a la Creu de Ferro 1914 de 1a Classe (21-9-1939)
 Barra de 1939 a la Creu de Ferro 1914 de 2a Classe (16-9-1939)
 Medalla de la Campanya d'Hivern a l'Est 1941/42 Medalla de la Campanya d'Hivern a l'Est 1941/42
 Medalla del Llarg Servei a la Wehrmacht de I i IV classe amb Fulles de Roure
 Escut de Crimea en Or
 Orde de Miquel el Valent (Romania)
Butlletí de la Wehrmacht: 11.10.1941; 12.10.1941; 31.10.1941; 19.05.1942; 20.05.1942; 02.07.1942; 20.03.1943; 04.08.1943

### Registres oficials
- The British records of the Manstein trial are now housed in the Liddell Hart Centre for Military Archives, King's College de Londres.
- Manstein's testimony at Nuremberg is contained in three files at the Yale University Avalon Project: 9 August 1946, 10 August 1946, and 12 August 1946.

### Llibres i articles
- Beorn, Waitman Wade. Marching into Darkness: The Wehrmacht and the Holocaust in Belarus.  Cambridge, MA: Harvard University Press, 2014.
- Citino, Robert M. The Wehrmacht Retreats: Fighting a Lost War, 1943.  Lawrence, KS: University Press of Kansas, 2012. ISBN 978-0-7006-1826-2.
- Förster, Jürgen. «Complicity or Entanglement? The Wehrmacht, the War and the Holocaust». A: The Holocaust and History The Known, the Unknown, the Disputed and the Reexamined.  Bloomington: Indian University Press, 1998, p. 266–283. ISBN 978-0-253-33374-2.
- Liddell Hart, B. H.. The Other Side of the Hill.  Londres: Pan Books, 1999. ISBN 0-330-37324-2.
- Manstein, Erich. Verlorene Siege (en alemany).  Bonn: Athenäum, 1955.. English translation: Lost Victories. First published 1958. Zenith Press 2004, ISBN 978-0760320549 The book (in German) had its 8th ed. in 1964 and its 12th in 1991. Bernhard & Graefe 2009, ISBN 978-3763752539. Here is one contemporary review (in Der Spiegel 3/1959): In Treue kess
- Manstein, Erich. Soldat im 20. Jahrhundert (en alemany).  München: Bernard & Graefe, 2002. ISBN 3-7637-5214-5. (first published in 1958 as Aus einem Soldatenleben (Athenäum, Bonn))
- Paget, Baron Reginald Thomas. Manstein: His Campaigns and His Trial.  Londres: Collins, 1951. OCLC 5582465.
- Stahlberg, Alexander. Bounden Duty: The Memoirs of a German Officer, 1932–1945.  Londres: Brassey's, 1990. ISBN 3-548-33129-7.
- Stein, Marcel. Field Marshal von Manstein, a Portrait: The Janus Head.  Solihill, West Midlands: Helion and Company, 2007. ISBN 978-1-906033-02-6.